# Jacquinot & Fils
Jacquinot & Fils is een in 1947 opgericht champagnehuis dat in Épernay is gevestigd. 
De familie is al sinds de 17e eeuw actief in de wijnhandel maar de eerste oogst van eigen wijngaarden vond voor zover bekend in 1896 plaats. Na de Eerste Wereldoorlog werden meer wijngaarden aangekocht. In 1929 werd de eerste eigen wijnpers in gebruik genomen en in dat jaar begon Pierre Jacquinot met de productie van champagne.
In 1947 werd het champagnehuis Jacquinot & Fils gesticht door Pierre Jacquinot en zijn twee zonen Jacques en Jean-Guy. Het bedrijf nam crayéres, in de krijtrotsen uitgehouwen kelders, onder Épernay in gebruik. Het bedrijf bezit 17 hectare wijngaarden.  
Jean-Manuel Jacquinot, zoon van Jean-Guy, is sinds 1998 oenoloog en productiemanager en staat sinds 2009 aan het hoofd van het huis. Dit samen met François Nicolet, de schoonzoon van Jacques.
Het most mag na de oogst in gekoelde roestvrijstalen vaten gusten en wordt in het voorjaar gebotteld. Het huis laat de flessen veel langer rijpen dan de voorgeschreven 16 maanden. De Brut Sans Année mag twee jaar in de kelders rusten. De  millessé Rosé rijpt 4 jaar. De millessimé Symphony rijpt 10 jaar en de Harmony zelfs 14 jaar.

## Champagnes
- De Private Cuvée is de Brut Sans Année, de meest verkochte champagne en het visitekaartje van het huis. Om de kwaliteit en de stijl constant te houden wordt aan de jonge wijn die voor 70% uit chardonnay en verder uit pinot noir werd gemaakt tijdens de assemblage 20 tot 30% wijn uit de reserve toegevoegd.
- De Symphonie werd gemaakt van 60% chardonnay en 40% pinot noir.
- De Symphonie Rosé is gelijk aan de Symphonie maar voor de kleur van de roséchampagne werd hier rode wijn van pinot noir uit de Champagne aan toegevoegd.
- De Harmonie is een millésime en de cuvée de prestige van het huis. De wijn werd geassembleerd uit 80% chardonnay en 20% pinot noir.